# Campeonato Mundial de Ginástica Artística de 2005 - Resultados masculinos
Os resultados masculinos no Campeonato Mundial de Ginástica Artística de 2005 somaram 21 medalhas em sete provas disputadas. Esta edição não contou com os eventos coletivos. Na prova do solo ocorreu um empate.

## Resultados

### Individual geral
Finais
| Pos.              | País           | Ginasta               | FX    | PH    | RG    | VT    | PB    | HB    | Total  |
| ----------------- | -------------- | --------------------- | ----- | ----- | ----- | ----- | ----- | ----- | ------ |
| Medalha de ouro   | Japão          | Hiroyuki Tomita       | 9,137 | 9,612 | 9,562 | 9,500 | 9,550 | 9,337 | 56,698 |
| Medalha de prata  | Japão          | Hisashi Mizutori      | 9,437 | 8,325 | 9,325 | 9,637 | 9,325 | 9,300 | 55,349 |
| Medalha de bronze | Bielorrússia   | Denis Savenkov        | 9,337 | 8,925 | 9,075 | 9,325 | 9,275 | 9,175 | 55,112 |
| 4                 | Espanha        | Rafael Martinez       | 9,125 | 8,250 | 9,262 | 9,262 | 9,537 | 9,512 | 54,948 |
| 5                 | Rússia         | Sergei Khorokhordin   | 8,737 | 9,250 | 9,025 | 9,462 | 9,025 | 9,237 | 54,736 |
| 6                 | Roménia        | Dorin Razvan Selariu  | 8,325 | 8,962 | 9,400 | 9,562 | 8,900 | 9,287 | 54,436 |
| 7                 | China          | Liang Fuliang         | 9,512 | 9,162 | 8,212 | 9,362 | 8,850 | 9,150 | 54,248 |
| 8                 | Bielorrússia   | Dimitri Savitski      | 8,850 | 8,100 | 9,237 | 9,337 | 9,150 | 9,225 | 53,899 |
| 9                 | Coreia do Sul  | Kim Dae-Eun           | 9,212 | 7,837 | 9,400 | 8,900 | 8,862 | 9,387 | 53,598 |
| 10                | Alemanha       | Eugen Spiridonov      | 8,700 | 9,362 | 8,825 | 9,237 | 8,825 | 8,412 | 53,361 |
| 11                | Países Baixos  | Epke Zonderland       | 8,412 | 8,812 | 8,100 | 9,250 | 9,275 | 9,262 | 53,111 |
| 12                | Porto Rico     | Luis Rivera           | 8,650 | 9,487 | 9,262 | 9,350 | 8,062 | 8,137 | 52,948 |
| 13                | Suíça          | Nicolas Boeschenstein | 9,037 | 7,375 | 8,775 | 9,300 | 9,062 | 9,125 | 52,674 |
| 14                | Uzbequistão    | Anton Fokin           | 8,512 | 8,250 | 8,325 | 9,400 | 9,387 | 8,400 | 52,274 |
| 15                | Países Baixos  | Jeffrey Wammes        | 8,487 | 7,687 | 8,412 | 9,575 | 8,625 | 9,387 | 52,173 |
| 16                | Suíça          | Claudio Capelli       | 8,825 | 8,475 | 8,512 | 8,525 | 8,462 | 8,412 | 51,211 |
| 17                | Cazaquistão    | Yernar Yerimbetov     | 8,237 | 8,262 | 8,700 | 9,450 | 9,362 | 7,125 | 51,136 |
| 18                | Finlândia      | Sami Aalto            | 8,562 | 8,750 | 8,550 | 8,912 | 8,262 | 8,087 | 51,123 |
| 19                | Austrália      | Joshua Jefferis       | 8,512 | 6,925 | 9,250 | 9,075 | 8,637 | 8,637 | 51,036 |
| 20                | Estados Unidos | Todd Thornton         | 7,450 | 8,837 | 8,837 | 9,175 | 7,787 | 8,862 | 50,948 |
| 21                | Reino Unido    | Ross Brewer           | 8,162 | 9,137 | 8,037 | 8,962 | 7,737 | 8,387 | 50,422 |
| 22                | Malásia        | Shu Wai Ng            | 9,100 | 7,800 | 8,975 | 8,825 | 7,925 | 7,350 | 49,975 |
| 23                | Brasil         | Mosiah Rodrigues      | 8,150 | 7,087 | 7,875 | 9,275 | 8,150 | 9,350 | 49,887 |
| 24                | Cazaquistão    | Ildar Valeev          | 8,462 | 8,387 | 9,437 | 8,625 | 8,162 | 6,700 | 49,773 |

| Pos.              | País           | Ginasta              | Pts   |
| ----------------- | -------------- | -------------------- | ----- |
| Medalha de ouro   | Eslovênia      | Mitja Petkovšek      | 9,700 |
| Medalha de prata  | China          | Li Xiaopeng          | 9,675 |
| Medalha de bronze | França         | Yann Cucherat        | 9,662 |
| 4                 | Ucrânia        | Valeri Goncharov     | 9,575 |
| 5                 | Espanha        | Manuel Carballo      | 9,387 |
| 6                 | Grécia         | Vasileios Tsolakidis | 8,450 |
| 7                 | Estados Unidos | Jason Gatson         | 8,375 |
| 8                 | Coreia do Sul  | Yang Tae-Young       | 5,987 |

| Pos.              | País         | Ginasta               | Pts   |
| ----------------- | ------------ | --------------------- | ----- |
| Medalha de ouro   | China        | Xiao Qin              | 9,850 |
| Medalha de prata  | Roménia      | Ioan Silviu Suciu     | 9,700 |
| Medalha de bronze | Japão        | Takehiro Kashima      | 9,687 |
| 4                 | Bielorrússia | Alexei Ihnatovich     | 9,650 |
| 4                 | Hungria      | Krisztian Berki       | 9,650 |
| 6                 | China        | Hongtao Zhang         | 9,475 |
| 7                 | Austrália    | Prahsanth Sellathurai | 9,037 |
| 8                 | Japão        | Hiroyuki Tomita       | 8,637 |

| Pos.              | País      | Ginasta           | Pts   |
| ----------------- | --------- | ----------------- | ----- |
| Medalha de ouro   | Eslovênia | Aljaz Pegan       | 9,662 |
| Medalha de prata  | França    | Yann Cucherat     | 9,650 |
| Medalha de bronze | Ucrânia   | Valeri Goncharov  | 9,637 |
| 4                 | Alemanha  | Fabian Hambuechen | 9,625 |
| 5                 | Grécia    | Vlasios Maras     | 9,562 |
| 6                 | China     | Xiao Qin          | 9,362 |
| 7                 | Austrália | Damian Istria     | 8,737 |
| 8                 | Japão     | Hiroyuki Tomita   | 8,475 |

| Pos.              | País          | Ginasta           | Pts   |
| ----------------- | ------------- | ----------------- | ----- |
| Medalha de ouro   | Brasil        | Diego Hypolito    | 9,675 |
| Medalha de prata  | Canadá        | Brandon O'Neill   | 9,625 |
| Medalha de bronze | Hungria       | Robert Gal        | 9,587 |
| Medalha de bronze | China         | Liang Fuliang     | 9,587 |
| 5                 | Países Baixos | Jeffrey Wammes    | 9,537 |
| 6                 | Japão         | Eichi Sekiguchi   | 9,437 |
| 7                 | Roménia       | Marian Dragulescu | 9,212 |
| 8                 | Japão         | Hisashi Mizutori  | 9,125 |

| Pos.              | País          | Ginasta            | Pts   |
| ----------------- | ------------- | ------------------ | ----- |
| Medalha de ouro   | Roménia       | Marian Dragulescu  | 9,693 |
| Medalha de prata  | Polónia       | Leszek Blanik      | 9,587 |
| Medalha de bronze | Roménia       | Alin Sandu Jivan   | 9,575 |
| 4                 | Rússia        | Anton Golotsutskov | 9,568 |
| 5                 | Japão         | Eichi Sekiguchi    | 9,474 |
| 6                 | Bulgária      | Filip Yanev        | 9,362 |
| 7                 | Letônia       | Evgeni Sapronenko  | 9,256 |
| 8                 | Países Baixos | Jeffrey Wammes     | 9,099 |

| Pos.              | País          | Ginasta             | Pts   |
| ----------------- | ------------- | ------------------- | ----- |
| Medalha de ouro   | Países Baixos | Yuri van Gelder     | 9,725 |
| Medalha de prata  | Rússia        | Alexander Safoshkin | 9,712 |
| Medalha de bronze | Itália        | Matteo Morandi      | 9,662 |
| 4                 | Japão         | Tatsuya Yamada      | 9,612 |
| 5                 | França        | Danny Rodrigues     | 9,600 |
| 6                 | Itália        | Andrea Coppolino    | 9,550 |
| 7                 | China         | Mingyong Yan        | 9,537 |
| 8                 | China         | Chen Yibing         | 9,462 |